# 삼일제약
삼일제약은 1947년 설립한 대한민국의 완제 의약품 제조업체이다. 안과 용제, 소아청소년과 전문의약품을 중점적으로 양산하고 있으며 주요제품은 액티피드, 포리부틴, 부루펜 등이 있다.

## 연혁
- 1947년 삼일제약 주식회사 창업
- 1950년 한국전쟁 발발로 사업 중단
- 1953년 휴전과 함께 사업 재건
- 1956년 공장 건립 (소재지 : 서울시 용산구 한강로2가 166-1)
- 1967년 안약제 산스타 발매
- 1969년 영국 Boots(미국 애보트)社와 해열 및 소염진통제 부루펜에 대한 기술제휴
- 1970년 영국 Wellcome(헤일리온)社와 기술제휴로 액티피드와 셉트린 발매
- 1974년 허용, 대표이사 사장 취임
- 1985년 안산(반월) KGMP공장 준공
- 1985년 주식상장, 기업 공개
- 1987년 중앙연구소 신설
- 1988년 서울 본사 사옥 준공
- 1989년 일본 아지노모토社와 기술제휴 라반ED 국내생산
- 1991년 안산 연구동 증축
- 1993년 대표이사 허용, 회장 취임
- 1997년 허강 대표이사 취임.
- 1998년 삼일제약 CI 변경
- 1998년 일본 아지노모토社와 기술제휴로 BCAA 제제인 리박트 국내생산
- 2004년 안산공장 증축
- 2009년 대한축구협회와 축구 국가대표팀 공식 후원사
- 2013년 대표이사 허승범 취임
- 2017년 삼일제약 CI 변경
- 2021년 건강기능식품부문 신설

## 제품

### 일반의약품
- 액티피드
- 부루펜정
- 어린이부루펜시럽
- 아이투오
- 산스티지
- 콜디에스
- 제로정
- 티어실원스
- 티어실스프레이 (제조자 : 신신제약)
- 플로리네프 정
- 가드에스현탁액
- 포타딘
- 포타로제
- 헬프 (헬프가데니아연질캡슐,헬프로투스정,헬프메리골드정,헬프안젤리카정)

### 전문의약품
- 가벨린정
- 글립타이드정
- 나플리정
- 디오텐 (디오텐정,디오텐플러스정)
- 라노즐정
- 라이넥스나잘스프레이
- 라큐아점안액
- 레드로핀시럽
- 로비탄정
- 리노페드정
- 리마딘정
- 리박트과립
- 리비디캡슐
- 리세넬정

### 건강기능식품
- 프롯뎁이뮤노
- 일일하우 (제조원 : 함소아제약)

## 사업장
- 본사 : 서울특별시 서초구 효령로 155
- 안산공장 : 경기도 안산시 단원구 산단로 216